# Конюшки-Тулиголівські
Конюшки-Тулиголівські (пол. Koniuszki Tuligłowskie) — село в Україні, у Самбірському районі Львівської області. Населення становить 260 осіб. Орган місцевого самоврядування — Рудківська міська рада.

## Історія

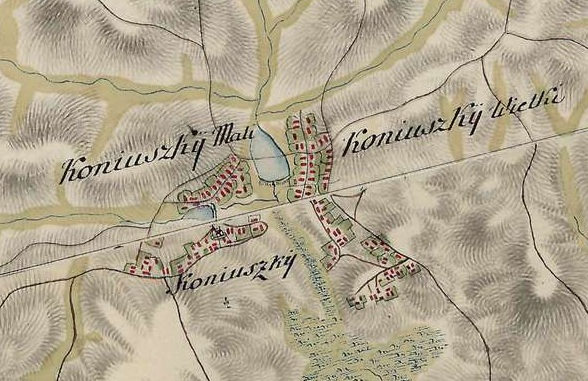
Конюшки-Тулиголівські і Конюшки-Королівські на австрійській карті Фрідріха фон Міга 1763-1787рр.

Датою заснування населених пунктів прийнято вважати першу писемну згадку про них в тогочасних документах, літописах, грамотах тощо, але часто буває, що на території або в околицях певного населеного пункту люди вели свою поселенську діяльність ще з сивої давнини. Можливо, не є винятком і наші Конюшки. На території свого власного городу, мною були знайдені дві речі, які можуть вказувати на те, що людська діяльність на території і/або в околицях села мали місце ще до офіційного 1524 року. А саме, два денарія (ймовірно підробки тих часів, оскільки виконані з міді, а не зі срібла низької проби) польського короля Владислава III Варненчика, який правив всього 10 років, з 1434 до 1444рр. і бронебійний наконечник стріли, який орієнтовно датується XI-ХІІ ст.
З 1-ї пол. XV ст. село було власністю шляхетського роду Коритків гербу Єліта. Відомо, що вже з 1436 року брати Ян і Томаш Коритки були власниками низки сіл, у тому числі і Конюшок, які, ймовірно, як і інші села, відійшли до них по спадку від їхнього батька Станіслава Коритка, про якого відомо, що 1409 року він отримав у власність від короля Владислава II Ягайла села Гаї і Почаєвичі, що поблизу Дрогобича.

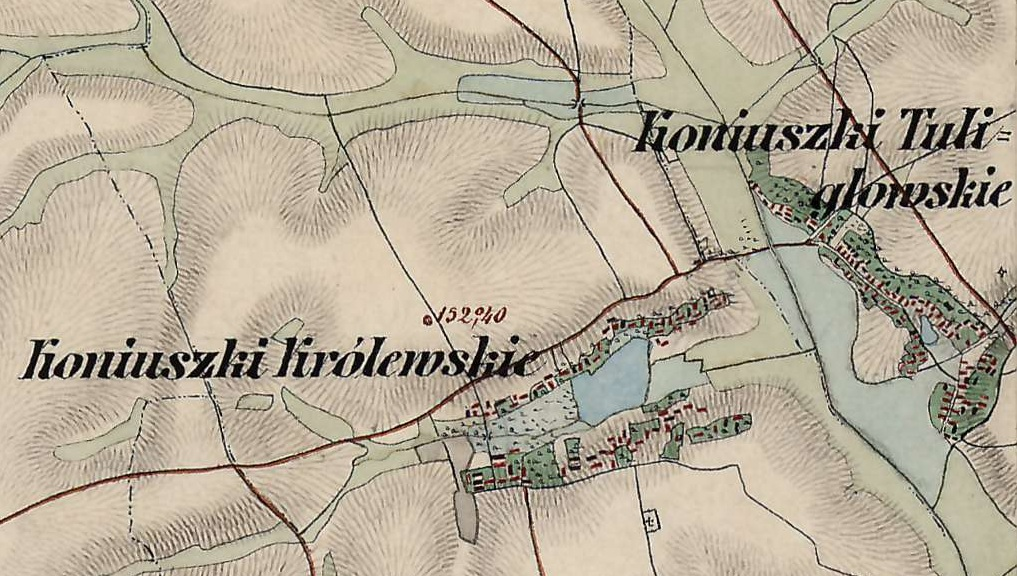
Конюшки-Тулиголівські і Конюшки-Королівські на австрійській карті 1806-1869рр. На ній дуже добре і точно видно сільську забудову обох сіл.

20 червня 1936 року по селах Комарнянщини прокотилась серія селянських страйків. Зачепили вони і фільварок Острів Тулиголівський, який був власністю поміщика Станіслава Баля. Селяни вимагали підвищення платні, яка на той час на фільварку Баля становила: 70 грошів, за повний робочий день з 6-ї години ранку до 18-ї години вечора (з 2-х годинною обідньою перервою), для чоловіків і 60 грошів для жінок. Тоді, як одна хлібина вартувала 45 грошів. 

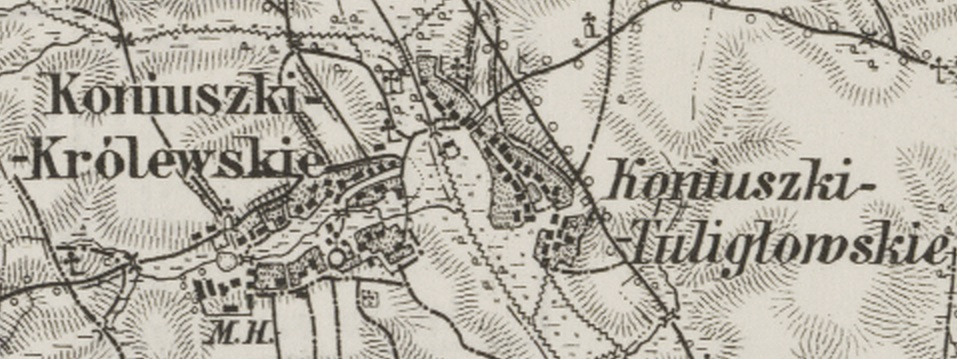
Конюшки-Тулиголівські і Конюшки-Королівські на австрійській карті за 1911р.

Вимоги людей про підвищення заробітної плати  до 2 злотих чоловікам і 1,80 злотих жінкам Станіслав Баль не підтримав, однак запропонував підвищити платню до 1,20 злотих і 1 злотого за день відповідно, а після відмови селян - 1,50 злотих для старших працівників і 1,20 злотих в день для молодших, але і від такого підвищення селяни відмовились, домагаючись підвищення платні до заявленої ними суми і вигнання з фільварку працівників-лемків з села Команча, теперішнього Сяноцького повіту Польщі, яких пан Баль використовував, як сезонних працівників задля зменшення протестних настроїв місцевих селян (гадав, що селяни зрозуміють, що можна обійтись дешевшою робочою силою і страх перед втратою навіть того мізерного заробітку, який мали дотепер, змусить їх завершити страйки і повернутись до роботи).

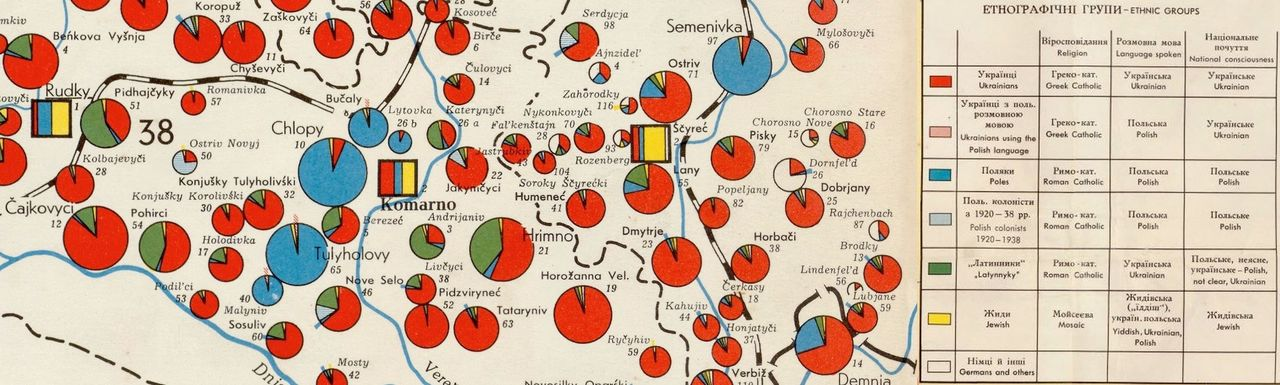
Фрагмент етнографічної карти Галичини станом на 1939 р.

1 липня 1936 року відбувся масовий страйк. Метою протестуючих було вигнання лемків з фільварку, однак на заваді став сильний підрозділ польської поліції з Великих Мостів. Відбулися сутички з застосуванням кийків, палиць і сльозогінного газу. Частина селян вдерлася до воріт фільварку. Поліція застосувала вогнепальну зброю, внаслідок чого загинуло 7 селян і багато отримали поранення.

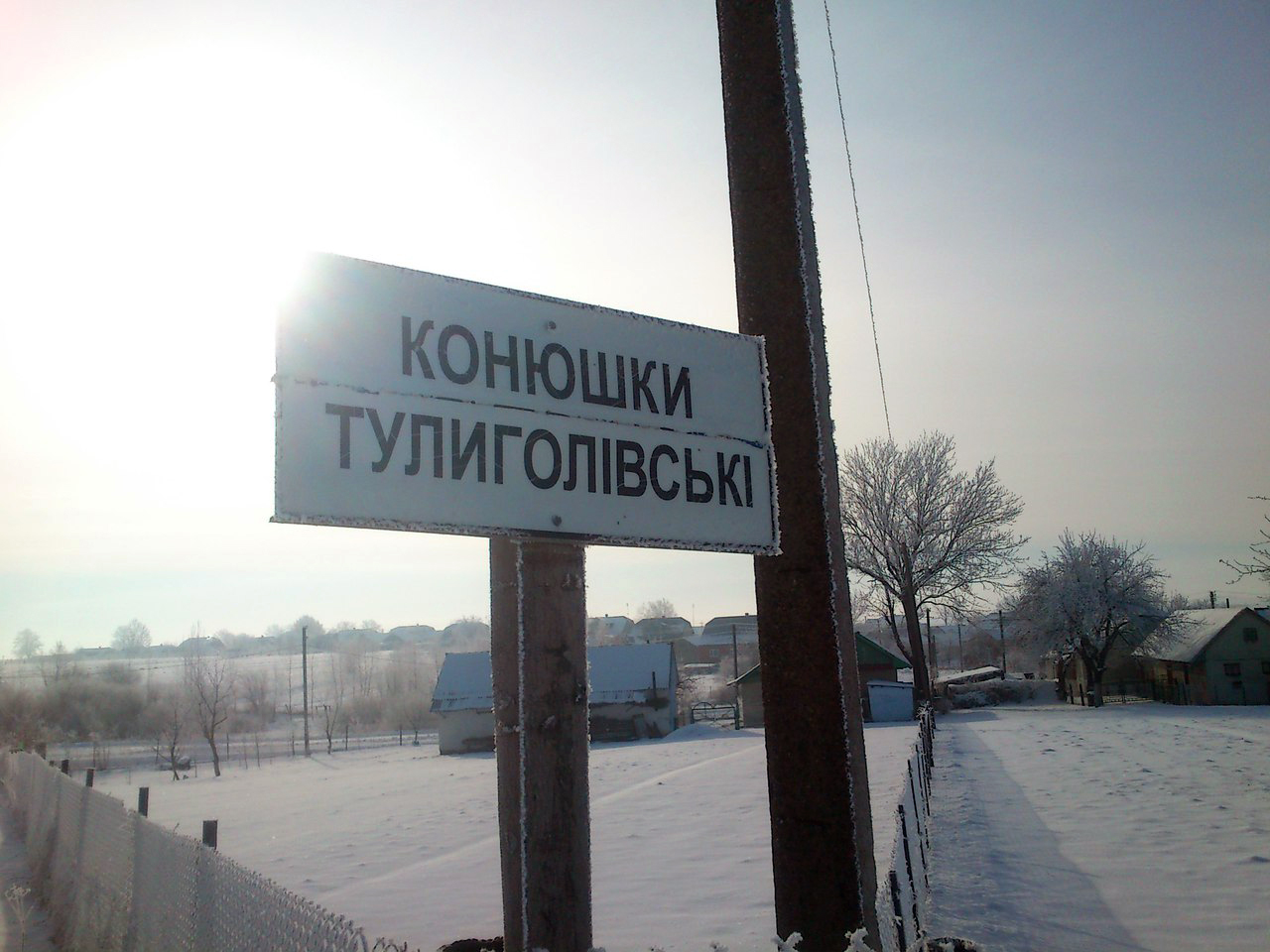
Показчик села. Зима 2017 року.